# 概念構圖
概念構圖（Concept mapping）是由Novak等人所發展的一套學習方法，並應用於教學與評量等方面。

## 概念構圖之內涵
教師在教學前後提供學生一組概念，並要求學生先將這些概念進行分類，然後將兩兩概念間的
關係以適當的連結詞予以聯結表示，進而形成一幅概念圖(concept map)，教師則可從概念圖瞭解學生對這些概念的知識結構是否正確。

## 外部連結
國家教育研究院雙語詞彙資料庫 （页面存档备份，存于）